# Helmuth-James-von-Moltke-Preis
Der Helmuth-James-von-Moltke Preis ist eine akademische Auszeichnung, die von der Deutschen Gesellschaft für Wehrrecht und Humanitäres Völkerrecht e.V. für herausragende rechtliche Abhandlungen auf den Gebieten der Sicherheitspolitik vergeben wird. Der Helmuth-James-von Moltke-Preis wird in unregelmäßigen Abständen vergeben und ist nach dem deutschen Widerstandskämpfer und Völkerrechtler Helmuth James von Moltke (1907–1945) benannt.

## Preisträger
| Jahr | Preisträger              | Ausgezeichnete Arbeit | Veröffentlichung                                                        |
| ---- | ------------------------ | --- | ----------------------------------------------------------------------- |
| 2001 | Peter Hilpold            | Humanitarian Intervention. Is there a need for legal reappraisal? | European Journal of International Law. Band 12, Nr. 3, 2001, S. 437–468 |
| 2001 | Birgit Kessler           | Die Durchsetzung der Genfer Abkommen von 1949 in nicht-internationalen bewaffneten Konflikten auf Grundlage ihres gemeinsamen Art. 1                                                             | ISBN 3-428-10458-7                                                      |
| 2003 | Andreas Hasenclever      | Die Macht der Moral in den Internationalen Beziehungen. Analyse der militärischen Interventionen westlicher Staaten in Somalia, Ruanda und Bosnien                                               | ISBN 3-593-36778-5                                                      |
| 2005 | Heike Krieger            | Streitkräfte im demokratischen Verfassungsstaat | unveröffentlicht                                                        |
| 2005 | Detlev Wolter            | Grundlagen „gemeinsamer Sicherheit“ im Weltraum nach universellem Völkerrecht | ISBN 978-3-428-11146-6                                                  |
| 2007 | Heiko Meiertöns          | Die Doktrinen U.S.-amerikanischer Sicherheitspolitik. Völkerrechtliche Bewertung und ihr Einfluss auf das Völkerrecht                                                                            | ISBN 978-3-8329-1904-7                                                  |
| 2009 | Katharina Ziolkowski     | Gerechtigkeitspostulate als Rechtfertigung von Kriegen. Zum Einfluss moderner Konzepte des Gerechten Krieges auf die völkerrechtliche Zulässigkeit zwischenstaatlicher Gewaltanwendung nach 1945 | ISBN 978-3-8329-3318-0                                                  |
| 2012 | Daniel Heck              | Grenzen der Privatisierung militärischer Aufgaben | ISBN 978-3-8329-5951-7                                                  |
| 2012 | Jana Hertwig             | Die EU und die Bekämpfung der Verbreitung von Massenvernichtungswaffen | ISBN 978-3-631-59921-1                                                  |
| 2016 | Christiane Oehmke        | Der Einsatz privater Sicherheitsdienste auf Handelsschiffen zur Abwehr gegen Piraterie. Eine Analyse unter Aspekten des Völkerrechts und des deutschen Rechts                                    | ISBN 978-3-8487-3482-5                                                  |
| 2016 | Tilman Rodenhäuser       | Organizing Rebellion. Non-State Armed Groups Under International Humanitarian Law, Human Rights Law, and International Criminal Law                                                              | ISBN 978-0-19-882194-6                                                  |
| 2018 | Patrick Oliver Heinemann | Rechtsgeschichte der Reichswehr | ISBN 978-3-506-78785-9                                                  |
| 2018 | Anton O. Petrov          | Expert Laws of War. On restating, interpreting and making international law in expert processes                                                                                                  | ISBN 978-1-78990-758-2                                                  |
| 2022 | Alexander Wentker        | Party Status to Armed Conflict in International Law | ISBN 978-0-19-890090-0                                                  |
| 2025 | Hendrik Simon            | A Century of Anarchy? War, Normativity, and the Birth of Modern International Order | ISBN 978-0-19-285550-3                                                  |